# Abedal Maleque ibne Maruane
Abedal Maleque Abedalmáleque ou Abedelméleque ibne Maruane (em árabe: عبد الملك بن مروان; romaniz.: ‘Abd al-Malik ibn Marwān), bem conhecido apenas como Abedal Maleque, foi o quinto califa omíada, filho e sucessor de Maruane ibne Aláqueme (623–685). Reinou de 685 até 705. Ele nasceu em Meca e cresceu em Medina (ambas onde hoje é a Arábia Saudita). Abedal Maleque foi uma pessoa muito bem-educada e um governante competente, apesar dos diversos percalços políticos que assolaram o seu califado. O historiador muçulmano do século XIV, ibne Caldune diz: "Abedal Maleque ibne Maruane é um dos grandes califas árabes e muçulmanos. Ele seguiu os passos de Omar, o comandante dos fiéis, no trato dos assuntos governamentais".
Em seu reino, todos os registros mais importantes foram traduzidos para o árabe e, pela primeira vez, uma moeda foi cunhada especialmente para uso no Islã, o que provocou uma guerra contra o Império Bizantino de Justiniano II. Os bizantinos foram liderados por Leôncio na Batalha de Sebastópolis em 692 na Ásia Menor e foram decisivamente derrotados pelo califa após a deserção de um grande contingente de eslavos. A moeda islâmica se tornou então a única no mundo muçulmano. Além disso, muitas reformas iniciaram-se no seu tempo com respeito à agricultura e ao comércio. Abedal Maleque consolidou o poder muçulmano nos territórios conquistados e o expandiu, tornando o árabe a língua do estado, e organizando um serviço postal regular.
Os seus exércitos derrotaram também Abedalá ibne Zobair. Morreu aos 60 anos.

## Campanhas no Iraque e Hejaz
Abedal Maleque se tornou califa após a morte de seu pai, Maruane I em 685. Em poucos anos, ele enviou seus exércitos numa campanha para retomar o controle omíada sobre o Império Islâmico. Ele primeiro derrotou o governador de Baçorá, Moçabe ibne Zobair e então ordenou que um dos seus melhores generais e administradores - que mudaria a face do Califado Omíada no futuro - Alhajaje ibne Iúçufe para enfrentar Abedalá ibne Zobair, o governador de Hejaz. Alhajaje cercou Meca em 692 com quase 12 000 tropas sírias e avançou sem encontrar resistência até a sua cidade natal, Taife, que se rendeu sem luta e se transformou em sua base. O califa havia pedido primeiro que ele negociasse com Zobair, com a promessa de que ele seria libertado se se rendesse, mas, se a resistência continuasse, Alhajaje deveria cercá-lo até a submissão pela fome. De forma nenhuma o general deveria permitir que se derramasse sangue na Cidade Sagrada. Como as negociações falharam e Alhajaje perdeu a paciência, ele enviou um mensageiro para pedir que Abedal Maleque enviasse reforços e desse a permissão para que Meca fosse tomada à força. Ele recebeu ambas e, assim, iniciou o bombardeio de Meca se utilizando de catapultas localizadas na montanha de Abu Cubais. O bombardeio continuou inclusive durante o mês da peregrinação (Haje).
Após o cerco ter durado sete meses e mais de 10 000 homens, entre eles dois dos filhos de Zobair, terem desertado para as fileiras de Alhajaje, Abedalá ibne Zobair, juntamente com uns poucos fiéis e seu filho caçula, foram mortos na luta à volta da Caaba (Jumada I 73 / outubro de 692).
O sucesso de Alhajaje levou Abedal Maleque a premiá-lo com cargo de governador do Iraque, com carta branca para governar os territórios sob sua gestão. Quando Alhajaje chegou havia muitos desertores em Baçorá e em Cufa e ele imediatamente forçou-os a retomar ao combate. Ele, depois de anos de sangrentos combates, conseguiu eliminar os distúrbios religiosos, incluindo a rebelião iniciada por Sale ibne Muçarri e que foi continuada por Xabibe. Estes rebeldes conseguiram, repetidas vezes, derrotar forças superiores e, no auge de seu poder, conseguiram conquistar Cufa. Porém, os reforços sírios enviados por Abedal Maleque deram condições a Alhajaje de reverter a situação.
Sob Alhajaje, os exércitos árabes também conseguiram derrotar a revolta de Abederramão ibne Maomé ibne Alaxate, no Iraque entre 699 e 701, e também conquistaram a maior parte do Turquestão. Abederramão se revoltou após as seguidas tentativas de Alhajaje de avançar nas terras de Zundil. Após a sua derrota no Iraque para Alhajaje, novamente conseguida com a ajuda dos reforços sírios de Abedal Maleque, Abederramão fugiu para o leste. Uma cidade ali se negou a refugiá-lo e em outra ele acabou preso, porém os exércitos de Zundil foram capazes de soltá-lo em tempo. Posteriormente, Abederramão morreu e Zundil enviou a sua cabeça para Alhajaje, que a enviou para Abedal Maleque. Estas vitórias foram a base para outras ainda maiores sob o filho de Abedal Maleque, Maruane.

## Campanhas no norte da África
No Magrebe (parte oeste do Norte da África), em 686, uma força liderada por Zuair ibne Cais venceu a Batalha de Mamma sobre os bizantinos e os berberes, liderados por Kusaila, na planície de Cairuão, e retomou a Ifríquia e sua capital Cairuão. Em 695, Haçane ibne Numane capturou Cartago e avançou até as Cordilheira do Atlas. Uma frota bizantina conseguiu libertar a cidade, mas, em 698, Haçane retornou e derrotou Tibério III na Batalha de Cartago. Os bizantinos então se retiraram de toda a África, exceto Ceuta.
Haçane porém encontrou resistência da tribo dos zenetas (berbere) sob al-Kahina. Eles conseguiram infligir-lhe uma séria derrota e o fizeram recuar para Barca. Porém, em 702, Abedal Maleque enviou uma enorme quantidade de reforços. Dispondo agora de um grande exército e do apoio da população urbana do Norte da África, Haçane continuou o avanço. Ele conseguiu derrotar definitivamente os zenetas numa batalha em Tabarca, a 136 quilômetros a oeste de Cartago. Ele então fundou a vila de Túnis a quinze quilômetros das ruínas de Cartago. Por volta de 705, Muça ibne Noçáir substituiu Haçane e conseguiu pacificar o resto da região, sem conseguir, porém, tomar Ceuta.

## Reformas
Abedal Maleque institui algumas reformas como:
1. Tornar o árabe a língua oficial do governo por todo o império.
2. Fundou uma casa da moeda que produziu o primeiro conjunto de moedas islâmicas.
3. Expandiu e reorganizou o serviço postal.
4. Restaurou a Caaba, danificada nas guerras, e começou a tradição de tecer uma capa de seda para ela em Damasco.

## Domo da Rocha

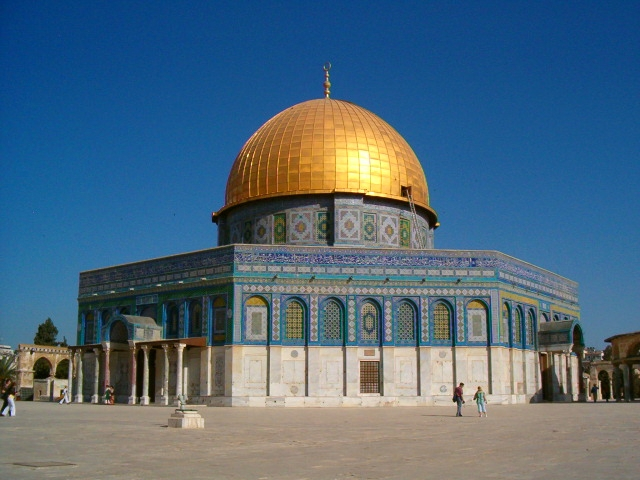
Domo da Rocha, construído por Abedal Maleque em Jerusalém

Abedal Maleque também construiu o Domo da Rocha em Jerusalém, mas partes da cidade foram destruídas quando suas tropas tiveram que reprimir uma revolta. O acadêmico muçulmano al-Wasiti fez o seguinte relato deste incidente:
| “ | Quando Abedal Maleque tencionava construir o Domo da Rocha, ele foi de Damasco a Jerusalém. Ele escreveu, "Abedal Maleque quer construir um domo (cuba) sobre a Rocha para abrigar os muçulmanos contra o frio e o calor, e construir uma mesquita. Mas antes de começar ele quer saber a opinião de seus súditos." Com a aprovação deles, os seus enviados escreveram de volta, "Que Alá permita o sucesso de sua empreitada e que Ele conte o domo e a mesquita como uma boa ação de Abedal Maleque e seus predecessores."' Ele então juntou artesãos de todo o seu domínio e pediu-lhes que providenciassem uma descrição e um modelo para o domo planejado antes de iniciarem as obras. Ele então ordenou a construção de um tesouro (bayt al-mal) na parte leste da Rocha, na beirada, e encheu-o de dinheiro. Em seguida, nomeou Raja ibne Haiua e Iázide ibne Salam para supervisionarem a construção e ordenou que eles não poupassem gastos nela. Abedal Maleque retornou então para Damasco. Quando os dois homens ficaram satisfeitos com a obra, eles escreveram de volta ao califa para informá-lo de que a construção do domo e da Mesquita de al-Aqsa estava completa. Eles disseram "Não há nada no edifício que possa ser criticado". Eles escreveram que 100 000 dinares sobraram no orçamento que ele os havia confiado. Abedal Maleque ofereceu o dinheiro a eles como recompensa, mas eles negaram, indicando que já haviam sido generosamente compensados. O califa então ordenou que as moedas de ouro fosse derretidas e aplicadas no exterior do domo, que, na época, brilhava com tamanho fulgor que ninguém conseguia olhar diretamente para ele | ” |

Em seu "Livro sobre Geografia", Mocadaci relatou que uma quantia equivalente a sete vezes o produto interno do Egito foi utilizado na construção do domo. Durante a discussão com seu tio sobre o porque o califa havia gastado tanto em mesquitas em Jerusalém e Damasco, al-Maqdisi escreveu:
| “ | Ó meu pequeno, tu não entendes nada. Na verdade ele estava certo e foi incitado a realizar uma obra digna. Pois ele viu que a Síria era um país que há muito fora ocupada pelos cristãos e ele percebeu que havia lá belas igrejas que ainda lhes pertenciam, tão encantadoras e tão renomadas por seu esplendor, como são a Igreja do Santo Sepulcro e as igrejas de Lida e Edessa. Por isso ele procurou construir para os muçulmanos uma mesquita que fosse única e uma maravilha para o mundo. E, igualmente, não é evidente que o califa Abedal Maleque, vendo a grandeza do martírio do Santo Sepulcro e sua magnificência se convenceu que ele poderia confundir a mente dos muçulmanos e, assim, ele erigiu sobre a Rocha o domo que agora se vê lá | ” |

## Morte
Os últimos anos de seu reinado foram, de maneira geral, pacíficos. Abedal Maleque queria que seu filho, Ualide I, o sucedesse, ignorando o decreto de seu pai que Abedal Maleque deveria ser sucedido por seu irmão, Abedalazize. Porém, Abedal Maleque aceitou o conselho de não criar novos distúrbios e acabou aceitando o desejo do pai. Porém, Abedalazize morreu antes que o califa e ele então conseguiu que seus dois filhos, Ualide e Solimão, nesta ordem, fossem aceitos como seus sucessores. Para a história, Abedal Maleque ficou conhecido como "Pai de Reis": seus quatro filhos o sucederam como califa, um após o outro. Abedal Maleque morreu em al-Sinabra em 705.